# Rdzów
Rdzów – wieś w Polsce położona w województwie mazowieckim, w powiecie przysuskim, w gminie Potworów. Ma status sołectwa.
| SIMC    | Nazwa     | Rodzaj    |
| ------- | --------- | --------- |
| 0632527 | Kamyki    | część wsi |
| 0632540 | Podgóry   | część wsi |
| 0632533 | Pod Rzeką | część wsi |
| 0632556 | Pólka     | część wsi |

Prywatna wieś szlachecka, położona była w drugiej połowie XVI wieku w powiecie radomskim województwa sandomierskiego. W latach 1975–1998 miejscowość administracyjnie należała do województwa radomskiego. W Rdzowie stał dwór Dziedzica, po którym nie ma już śladu. Był to duży dwór w powiecie przysuskim (wcześniej w województwie radomskim). Wieś Rdzów prawdopodobnie wcześniej była w skupieniu, teraz jest podzielona na dzielnice. Gdy wybuchła II wojna światowa, domy oraz dwór  zostały spalone zostało tylko kilka domów, a ludność Rdzowa została wywieziona do pracy do Niemiec. Po II wojnie światowej ludność wróciła i odbudowała domy, ale dwór nie został odbudowany, który zajęli Niemcy a następnie spalili. Niedaleko dworku ludność postawiła figurę Św. Jana, która stoi do dziś. W Rdzowie jest wiele kapliczek – najstarsza pochodzi z roku 1847.
Wierni Kościoła rzymskokatolickiego należą do parafii św. Doroty w Potworowie.

## Historia
Początki wsi sięgają przełomy XV i XVI wieku. Pierwsza pisana wzmianka pochodzi ze spisu podatkowego z 1508 roku. Wieś funkcjonowała pod nazwą Rsow. Nazwa wsi pochodzi od staropolskiego określenia żyta, które nazywano „reż”. W tym czasie wieś należała do Sandzyny z Rdzowa. (Sandzyny de Rzow).
Jan Łaski wymienił w swoim dziele „Liber…” z lat 1511-1523 wieś pod nazwą Rzow. Nazwa miejscowości pochodzi od słów rzeź, reż, rżany które poprzez mazurzenie dało obecną nazwę Rdzów. W XVI wieku wieś dawało dziesięcinę w wysokości 12 grzywien do kościoła we Wrzosie. W połowie XVI wieku Rdzów należał do rodzin Suligostowskich i Podlodowskich.
Po Suligostowskich i Podlodowskich wieś należała do rodu Męcinów. Jednak już w 1610 roku Wawrzyniec Chlewicki kupił Mokrzec, Mokrzecką Wole i Rdzów. Po Wawrzyńcu Chlewickim dziedzicem wsi był jego syn Jan Chlewicki. W końcu XVII wieku dziedzicem wsi został Stefan Chlewicki syn Jana. Stefan Chlewicki pozostawił dwie córki, które wyszły za mąż za Karwickiego i Dunina-Wąsowicza. Dobra Rdzów jako posag przeszły w ręce Wąsowiczów.
W 1774 roku Antonina Wąsowiczówna, córka właściciela Rdzowa, wyszła za mąż za Szymona Stadnickiego. Po śmierci siostry Antoniny, Barbary która była bezdzietna Rdzów i inne wsie w okolicy przypadły Szymonowi Stadnickiemu jako posag żony. Po śmierci Szymona Stadnickiego majątek Rdzów objął młodszy syn Szymona i Antoniny, Jan Nepomucen Stadnicki (1751-1814).
Czasy Jana Stadnickiego to okres największej świetności Rdzowa. Jego właściciel wybrał sobie tę wieś jako swoją siedzibę, rozpoczął budowę dworu. Był to bogaty i utytułowany szlachcic. W 1777 roku został szambelanem króla Stanisław Augusta, w 1788 łowczym opoczyńskim a 1792 roku kawalarem orderu św. Stanisława. Jan Nepomucen Stadnicki ożenił się z Marią Ludwiką, z którą miał córkę Mariannę Ludwikę urodzoną w Rdzowie. Matka i córka wkrótce zmarły. Po śmierci pierwszej żony Jan Nepomucen ożenił się ponownie, tym razem z  Marianną Strasz herbu Odrowąż. Z tego związku urodził się w Rdzowie syn o imionach Michał Napoleon Karol Hieronim Wojciech oraz córka Leontyna. Leontyna Stadnicka wyszła za mąż Ferdynanda Bonieckiego. Ślub odbył się w Rdzowie w 1832 roku.
Rdzów był w tym czasie siedzibą możnego rodu Stadnickich, tu rodziły się ich dzieci i odbywały się huczne śluby. Zapewne Rdzów w tamtym czasie widział wiele znakomitości ówczesnej Polski. Stadniccy jak i Bonieccy posiadali tytuły hrabiowskie. Pozostałością świetności Rdzowa jest dwór wybudowany przez Jana Stadnickiego w końcu XVIII wieku oraz pomniki w kościele w Potworowie i na cmentarzu w Potworowie. Jeszcze na początku XX wieku były tu pomniki Jan Nepomucena Stadnickiego zmarłego 8 IV 1814 roku jego żony Marianny zmarłej w 1854 oraz córki Leontyny zmarłej w 1848 roku.
Po Janie Nepomucenie Stadnickim dziedzicem wsi został zapewne jego syn Michał Stadnicki ale już w drugiej połowie XIX wieku jako właściciel wsi występuje jego siostrzeniec Stanisław Boniecki (ur. 1846) syn Ferdynanda i Leontyny ze Stadnickich.
W 1827 roku wieś liczyła 24 domy i 225 mieszkańców. Po 1864 roku wieś włączono do gminy Potworów. W 1880 roku dobra Rdzów liczyły 1035 mórg. Zostały w części rozparcelowane i wyznaczono 32 działki chłopskie dla mieszkańców Rdzowa.
Stanisław Boniecki zmarł bezpotomnie i majątek Rdzów oraz Potworów przeszedł na jego bratanków: Edwarda i Stanisława (ur. 1870 r.).
W końcu lat osiemdziesiątych we wsi stało 29 domów a mieszkało we wsi 363 mieszkańców. We wsi było 709 mórg ziemi włościańskiej i 600 mórg ziemi folwarcznej.
Właścicielem ziemskim w 1929 roku był Edward Boniecki. Majątek Rdzów liczył 468 ha gruntu.
W 1921 roku wieś liczyła 60 budynków mieszkalnych i 319 mieszkańców.